# Donald II.
Donald II. (?–900), vlastním jménem Domnall mac Causantín, byl králem Alby na konci 9. století a synem krále Konstantina I.
Donald se stal králem po smrti svého předchůdce Girika, jejíž datum není přesně známé, ale běžně se uvádí rok 889. Kronika králů Alby uvádí, že byl králem po jedenáct let v období, kdy vikingové vyplenili území Piktů. V době jeho vlády došlo k bitvě mezi Skoty a vikingy, ve které Skotové zvítězili.
Donald byl zabit u Dunnottaru, zřejmě v bitvě s vikingy. Podle Ulsterské kroniky, kde je již označován jako panovník království Alba namísto panovníka Piktů, jak byli označováni jeho předchůdci, k bitvě došlo roku 900. Pohřben byl na Ioně, malém ostrově souostroví Vnitřní Hebridy.
Změna označení Donalda jako krále Alby, není přijímána všemi historiky, kteří považují za prvního krále Alby Konstantina II., zatímco někteří jiní označují jako prvního krále Alby již Girika.
Podle Kroniky králů Alby se Donaldovým nástupcem stal Konstantin II. Jeho syn Malcolm se stal také králem.